# سیه‌رخ فرناندو پو
سیه‌رخ فرناندو پو (نام علمی: Batis poensis) نام یک گونه از سرده سیه‌رخ‌ها است.